# Parques e jardins de Barcelona

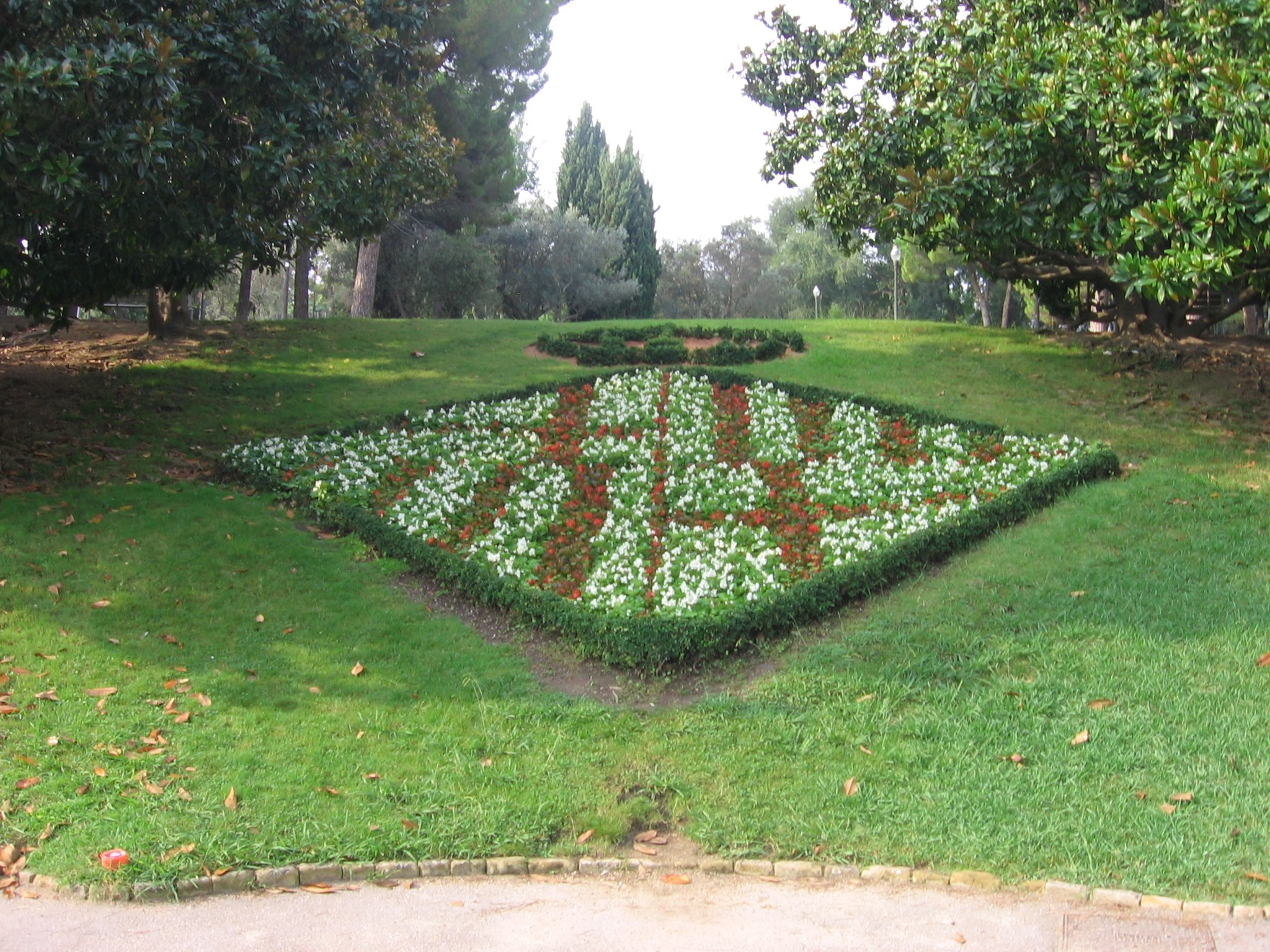
Arranjo floral com o escudo de Barcelona, Jardins de Mossèn Cinto Verdaguer.

O conjunto de parques e jardins de Barcelona tem uma extensão de 2784 hectares. A sua gestão depende do Instituto Municipal de Parques e Jardins de Barcelona, um organismo dependente da Prefeitura de Barcelona. Desde o século XIX —e especialmente no XX— Barcelona tem apostado pela adequação de zonas verdes na cidade, e actualmente é uma das cidades europeias com mais árvores em via rodoviária (~150 000 unidades). No ano 2001 o Instituto de Parques e Jardins recebeu a certificação ISO 14001 na conservação e a gestão dos espaços verdes e dos espaços verdes em vias rodoviárias.
Os jardins em Barcelona têm tido uma evolução díspar no tempo: a primeira realização de certa relevância, o Parque do Laberinto de Horta é já do século XVIII; no século XIX abriu-se o primeiro grande parque público de Barcelona, o da Cidadela; mas a maior parte de zonas verdes da cidade condal são do século XX, época em que se deu um grande impulso à jardinagem pública na capital catalã. Neste último século a jardinagem desenvolveu-se principalmente em quatro fases: os primeiros planeamentos efectuados por Léon Jaussely em seu plano de enlaces e por Nicolau Maria Rubió i Tudurí, autor de um ambicioso plano de zonas verdes concêntricas a todo o longo da cidade, desde Montjuïc até o Besós; a época da pós-guerra supôs um retrocesso na criação de espaços verdes, devido principalmente à especulação imobiliária que implicou o aumento da população devido à imigração, bem como à prioridade outorgada ao trânsito rodado pelo incremento  do parque automobilístico; com a chegada da democracia teve um novo impulso a criação de espaços ajardinados, com predomínio do desenho arquitectónico e um sentido polivalente do espaço, que ao elemento vegetal acrescentava zonas de serviços e equipamentos lúdicos e recreativos para a população; por último, para finais de século surgiu uma tendência mais naturalista, mais conforme às novas ideias de ecologismo e sustentabilidade do meio ambiental, com preocupação não só pelos parques e grandes extensões verdes mas também pela colocação de arvoredos em ruas e passeios da cidade.
Em função de suas características, os parques e jardins de Barcelona dividem-se em várias tipologias: «históricos», os criados dantes de 1950, como o Parque do Laberinto de Horta, o da Cidadela, o Parque Güell, os jardins da Universidade de Barcelona, os de Laribal e os do Palácio de Pedralbes; «temáticos», que estão dedicados a um determinado tipo de espécies vegetais, como o Parque de Cervantes, dedicados às rosas, os Jardins Mossèn Costa i Llobera, especializados em cactáceas e suculentas, e os Jardins de Mossèn Cinto Verdaguer, dedicados às plantas aquáticas, bulbosas e rizomatosas; «urbanos», são os de tipo mais corrente, parques e jardins localizados em plena cidade e abertos a todos os públicos, com serviços e espaços polivalentes para o desfrute de toda a cidadania; e «florestais», espaços verdes de ampla extensão localizados geralmente nas zonas limítrofes da cidade, como a serra de Collserola e a montanha de Montjuïc.